# Occidryas sperryi
Occidryas sperryi är en fjärilsart som beskrevs av Ralph L. Chermock 1945. Occidryas sperryi ingår i släktet Occidryas och familjen praktfjärilar. Inga underarter finns listade i Catalogue of Life.